# Llista d'estats sobirans del 1940

## Estats sobirans

### A
- Afganistan – Regne de l'Afganistan
- Alemanya – Imperi Alemany[1]
- Andorra – Principat d'Andorra
- Aràbia Saudita – Regne de l'Aràbia Saudita
- Argentina – República de l'Argentina
- Austràlia – Commonwealth d'Austràlia

### B
- Bèlgica – Regne de Bèlgica (fins al 17 de maig)
- Bolívia – República de Bolívia
- Brasil – República dels Estats Units del Brasil
- Bulgària – Regne de Bulgària

### C
- Canadà – Domini del Canadà
- Colòmbia – República de Colòmbia
- Costa Rica – República de Costa Rica
- Cuba – República de Cuba

### D
- Dinamarca – Regne de Dinamarca (fins al 9 d'abril)
- República Dominicana

### E
- Egipte – Regne d'Egipte
- Equador – República de l'Equador
- Eslovàquia – República Eslovaca
- Espanya – Estat espanyol
- Estats Units – Estats Units d'Amèrica
- Estònia - República d'Estònia (fins al 17 de juny)

### F
- Finlàndia – República de Finlàndia
- França – República Francesa[2] (fins al 22 de juny)
  -  França – Estat Francès[3]

### G
- Grècia – Regne de Grècia
- Guatemala – República de Guatemala

### H
- Haití – República d'Haití
- Hondures – República d'Hondures
- Hongria – Regne d'Hongria

### I
- Iemen – Regne Mutawakkilita del Iemen
- Iran – Regne de l'Iran
- Iraq – Regne de l'Iraq
- Irlanda – Irlanda
- Islàndia – Regne d'Islàndia[4][5]
- Regne d'Itàlia
- Regne de Iugoslàvia - Regne dels Serbis, Croats i Eslovens

### J
- Japó – Imperi del Japó[6]

### L
- Letònia - República de Letònia (fins al 17 de juny)
- Libèria – República de Libèria
- Liechtenstein – Principat de Liechtenstein
- Lituània – República de Lituània (fins al 15 de juny)
- Luxemburg – Gran Ducat de Luxemburg (fins al 10 de maig)

### M
- Mèxic – Estats Units Mexicans
- Mònaco – Principat de Mònaco
- Mongòlia – República Popular de Mongòlia[7]

### N
- Nepal – Regne del Nepal
- Newfoundland – Domini de Newfoundland
- Nicaragua – República de Nicaragua
- Noruega – Regne de Noruega (fins al 7 de juny)
- Nova Zelanda - Domini de Nova Zelanda

### P
- Països Baixos – Regne dels Països Baixos (fins al 14 de maig)
- Panamà – República del Panamà
- Paraguai – República del Paraguai
- Perú – República Peruana
- Portugal – República Portuguesa

### R
- Regne Unit – Regne Unit de la Gran Bretanya i Irlanda del Nord
- Romania – Regne de Romania

### S
- El Salvador – República del Salvador
- San Marino – Sereníssima República de San Marino[8]
- Sud-àfrica – Unió de Sud-àfrica
- Suècia – Regne de Suècia
- Suïssa – Confederació suïssa

### T
- Tannú Tuva – República Popular de Tannú Tuva
- Tailàndia – Regne de Tailàndia
- Turquia – República de Turquia

### U
- Unió Soviètica – Unió de Repúbliques Socialistes Soviètiques[9]
- Uruguai – República Oriental de l'Uruguai

### V
- Ciutat del Vaticà – Estat de la Ciutat del Vaticà[10][11][12]
- Veneçuela – Estats Units de Veneçuela[13]

### X
- Xile – República de Xile
- República de la Xina

## Estats que proclamen la sobirania
- Albània – Regne d'Albània
- Eslovàquia – República Eslovaca
- Finlàndia – República Democràtica Finesa (fins al 12 de març)
- Manxukuo – Gran Imperi Manxú[14]
- Mengjiang – Govern Unit Autònom de Mengjiang
- Règim de Nanjing – República de la Xina (des del 30 de març)
- Tibet – Tibet
- Govern Provisional de la Xina – Govern Provisional de la Xina (fins al 20 de març)
- Govern Reformat de la República de la Xina (fins al 30 de març)